# Nashville 84
Albums de Johnny Hallyday
Entre violence et violon
(1983) En V.O.
(1984)
Nashville 84 est un coffret qui réunit les albums, Drôle de métier et Spécial Enfants du Rock. Il sort le 24 février 1984.
 L'ensemble constitue le 32e album studio de Johnny Hallyday.

## Histoire
Durant les mois de mars, avril, mai et juillet 1983, à Nashville au Studio Sound Emporium, Johnny Hallyday enregistre trente-sept chansons. Dix composent l'album Entre violence et violon qui paraît en septembre ; Dix autres, complétées par deux titres enregistrés lors de nouvelles sessions à Nashville en janvier 1984,, constitueront l'album Drôle de métier. Enfin, six chansons enregistrées en anglais formeront l'album En V.O. et un titre est inclus à l'album Spécial Enfants du rock. Dix titres demeureront inédits et seront pour la première fois diffusés en 1993, à l'occasion de la sortie d'une intégrale en 40 CD.
En janvier 1984, Johnny Hallyday est accompagné par une équipe de tournage de l'émission Les Enfants du rock, qui réalise le film Go, Johnny Go, pour lequel le chanteur enregistre, notamment, plusieurs duos avec des artistes américains, Carl Perkins, Emmylou Harris, Tony Joe White... On retrouve chacun d'eux sur l'album Spécial Enfants du rock. Ce sera le 5e et dernier voyage discographique de Johnny Hallyday dans la ville du rock et de la country.
Réalisé par Pierre Billon, Nashville 84 réunit en un coffret les albums Drôle de métier et Spécial Enfants du rock, qui seront commercialisés individuellement le 30 mars.

## Autour du coffret
- Référence originale : Philips 818642
- Le coffret a été réédité en CD en 2000 en fac-similé - Référence originale : 546 962-2.

## Liste des titres
- Pour le détail des auteurs compositeurs, voir Drôle de métier et Spécial Enfants du Rock

- Disque 1 - Drôle de métier

| 1.  | Mon p'tit loup (ça va faire mal)                  |  |
| 2.  | Nashville blues                                   |  |
| 3.  | Toi tais-toi                                      |  |
| 4.  | Saoule à mourir                                   |  |
| 5.  | Je sais que tu ne peux pas trouver mieux ailleurs |  |
| 6.  | Génération banlieue                               |  |
| 7.  | J'aimerais pouvoir encore souffrir comme ça       |  |
| 8.  | Au jour le jour                                   |  |
| 9.  | Drôle de métier                                   |  |
| 10. | La tournée                                        |  |
| 11. | J'ai du sentiment pour toi                        |  |
| 12. | Quand ça vous brise le cœur                       |  |

- Disque 2 - Spécial Enfants du rock

(enregistré dans les conditions du direct, avec des orchestrations différentes)
| 1.  | Toi tais toi                                                           |  |
| 2.  | Mon p'tit loup (ça va faire mal)                                       |  |
| 3.  | J'aimerais pouvoir encore souffrir comme ça                            |  |
| 4.  | Saoule à mourir                                                        |  |
| 5.  | Quand ça vous brise le cœur                                            |  |
| 6.  | Je sais que tu ne peux pas trouver mieux ailleurs                      |  |
| 7.  | L'idole des jeunes                                                     |  |
| 8.  | Blue Suede Shoes (duo avec Carl Perkins)                               |  |
| 9.  | Les années mono                                                        |  |
| 10. | If I Were A Carpenter-Si j'étais un charpentier (avec Emmylou Harris)  |  |
| 11. | Polk Salad Annie (avec Tony Joe White)                                 |  |
| 12. | Johnny revient !-Johnny B. Goode (avec les Stray Cats et Carl Perkins) |  |
| 13. | Nashville blues (avec Don Everly)                                      |  |
| 14. | That's all right Mama (avec les Stray Cats)                            |  |
| 15. | Honey Don't (avec Carl Perkins)                                        |  |